# تعليم جسدي

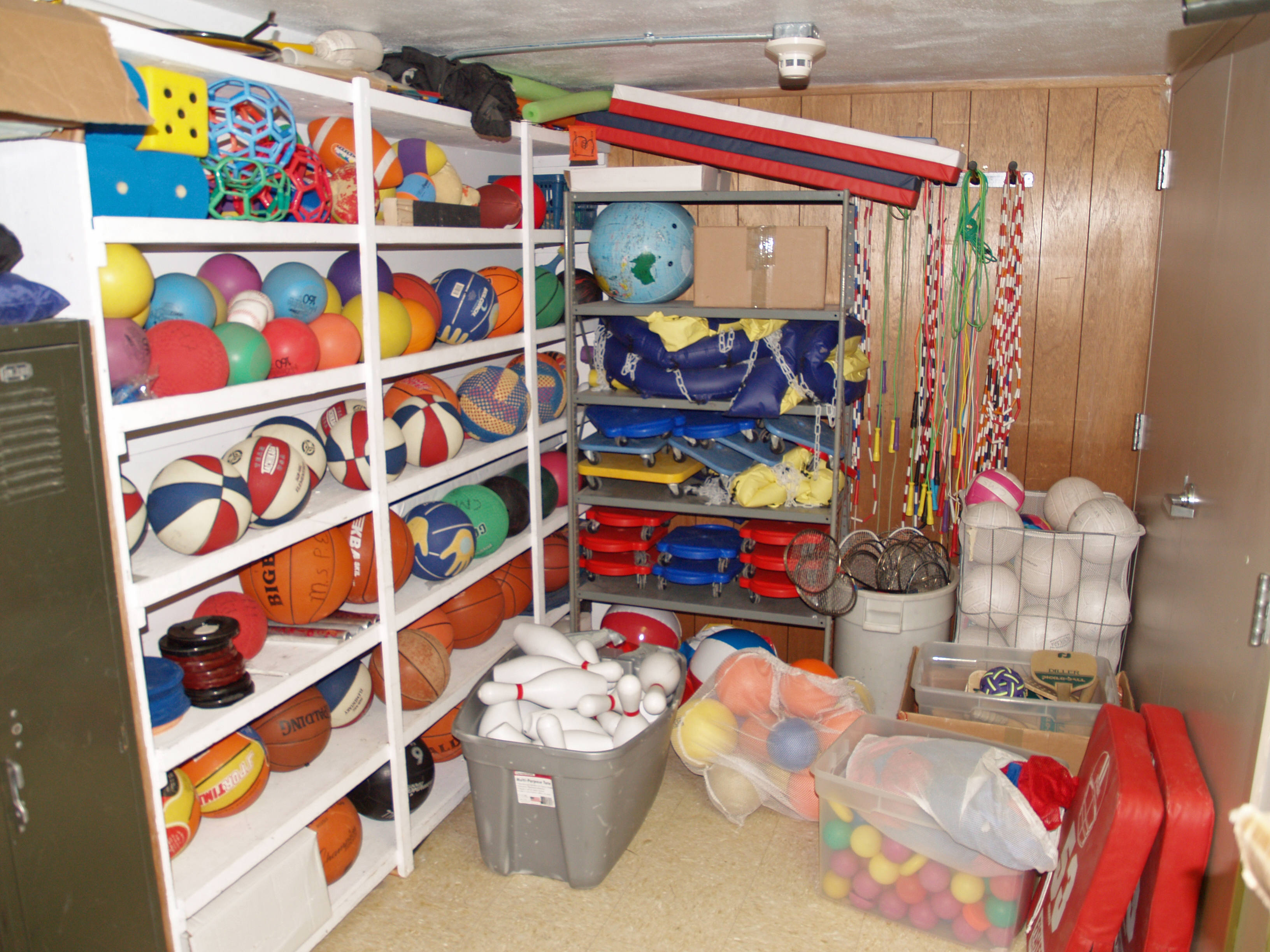
غرفة تحوي أدوات التعليم الجسدي.

التربية البدنية أو التعليم الجسدي أو التعليم البدني والمعروف أيضا في العديد من دول الكومنولث بالتدريب البدني  هو دورة تربوية تتعلق في اللياقة البدنية للجسم البشري. يعمل بهذا التعليم خلال التعليم الابتدائي والثانوي ويشجع في التعلم النفسي من خلال اللعب أو أنشطة الاستكشاف بعرض تعزيز الصحة.
بالإضافة إلى ذلك، فإن محو الأمية الجسدية هو مصطلح من القرن الحادي والعشرين ظهر لأول مرة في الأدب الرياضي قبل تطبيقه أيضًا على التربية البدنية. يغطي مفهوم محو الأمية الجسدية مجموعة متنوعة من الشروط للطالب. سواء الدافع والثقة والكفاءة البدنية والمعرفة والفهم للطلاب. يقوم المعلمون بتطبيق هذه المفاهيم المختلفة في خطط الدروس الخاصة بهم لتعليم الطلاب وتطويرهم وفقًا لذلك وبشكل مناسب لنجاحهم الفردي وتعليمهم.
يعتمد ما إذا كان للفصل تأثيرات إيجابية على صحة الطلاب وسلوكهم وأدائهم الأكاديمي على نوع البرنامج الذي يتم تدريسه. تختلف برامج التربية البدنية في جميع أنحاء العالم. ومع ذلك، هناك منظمات عالمية تسمح بفهم أفضل لمقدار التمارين التي يجب أن يحصل عليها الطفل يوميًا. تشمل الألعاب الشهيرة في PE كرة القدم وكرة الشبكة والهوكي والدوران وألعاب القوى والكريكيت
وتعليم الرياضات غير التقليدية قد يوفر أيضا الحافز للطلاب لزيادة نشاطهم، ويساعدهم أيضاً على تعلم الثقافات المختلفة. وعلى سبيل المثال، في أثناء التعلم عن اللاكروس في جنوب غرب الولايات المتحدة، الطلاب قد يتعلموا ايضاً عن الثقافات الأمريكية المحلية في شمال شرق الولايات المتحدة وشرق كندا، حيث نشأت هذه الرياضة. تعليم الرياضات غير التقليدية (أو غير المحلية)، فرصة لدمج المفاهيم الأكاديمية من المواد الأخرى أيضاً، والتي يمكن الآن أن تكون مطلوبة للكثير من معلمي PE، الرياضات غير التقليدية تضيف المنافع والتحديات لأولئك الذين ينصرق ذهنهم بسهولة في اغلب الأحيان، أو غير المنسقين، أو لديهم اهتمام أقل بالرياضات التقليدية، في حين يساعد ذلك على جعل دروس PE متاحة لأكبر مجموعة من الطلاب قدر الإمكان.